# Tolv hav
Tolv hav är en diktsamling av Sara Sand, pseudonym för Stina Aronson, utgiven 1930. Tolv hav brukar räknas till Aronsons modernistiska produktion, och utmärks inte minst av sin erotiskt frispråkiga lyrik. Tolv hav sägs behandla Aronsons kärleksförhållande med Artur Lundkvist och det uppblåsta ego som hon ansåg att han hade.

## Utgåvor
Tolv hav har givits ut tre gånger. Första gången var 1930 på Albert Bonniers Förlag. Boken föll därefter i glömska och gavs inte ut på nytt förrän 2009, denna gången av Rosenlarv Förlag. 2023 kom den i en ny utgåva i Nirstedt/litteraturs poesibibliotekserie.